# Commandant en chef des forces terrestres russes
Le commandant en chef des forces terrestres est le plus haut responsable des forces terrestres de la fédération de Russie. Le poste est créé en 1991, après l'effondrement de l'URSS et la transformation des forces terrestres de l'URSS en forces terrestres de la fédération de Russie. Dans les forces armées de l'URSS, le poste de commandant en chef des forces terrestres a été introduit en 1946, 1955 et 1967.
L'actuel commandant en chef des forces terrestres est le Colonel général Andreï Mordvitchev, nommé par décret du président de la Russie. 

## Liste des commandants des forces terrestres de l'URSS et de la Russie
Voici la liste des commandants en chef des forces terrestres de l'URSS et de la Russie, nommés par ordre du commandement supérieur. Les tâches d'intérim temporaires (y compris d'office) ne sont pas indiquées. Dans les périodes 1950-1955, 1964-1967, 1997-2001, le poste de commandant en chef a été aboli.
Depuis 1992, le poste s'appelait commandant en chef des forces terrestres des forces armées de la fédération de Russie, puis l'expression « forces armées de la fédération de Russie » a été supprimée du titre de ce poste. De 1992 à 2004, le commandant en chef des forces terrestres était simultanément vice- ministre de la Défense de la fédération de Russie.
| N° | Nom                       | Portrait | Dates de naissance/décès             | Mandat                            | Grade                                                      | Poste suivant | Décorations |
| --- | ------------------------- | -------- | ------------------------------------ | --------------------------------- | ---------------------------------------------------------- | --- | ----------- |
| Chefs des forces terrestres de l'URSS                                                                                       |                           |          |                                      |                                   |                                                            | |             |
| Commandants en chef des forces terrestres                                                                                   |                           |          |                                      |                                   |                                                            | |             |
| 1 | Gueorgui Joukov           |          | 1er décembre 1896 - 18 juin 1974     | Mars - 9 juin 1946                | Maréchal de l'Union soviétique                             | Commandant des troupes du district d'Odessa |             |
| 2 | Ivan Koniev               |          | 28 décembre 1897 - 21 mai 1973       | 1946 - 1950, 1955 - 1956          | Maréchal de l'Union soviétique                             | Vers 1950 : inspecteur en chef de l'armée soviétique, vice-ministre de la guerre de l'URSS. En 1951-1955 : Commandant du district militaire des Carpates. En 1956-1960 : vice-ministre de la Défense de l'URSS, Vers 1955 : simultanément commandant en chef des forces armées conjointes des pays du pacte de Varsovie |             |
| 3 | Rodion Malinovski         |          | 22 novembre 1898 - 31 mars 1967      | Mars 1956 - 26 octobre 1957       | Maréchal de l'Union soviétique                             | Ministre de la Défense de l'URSS |             |
| 4 | Andreï Gretchko           |          | 17 octobre 1903 - 26 avril 1976      | 1957 - 1960                       | Maréchal de l'Union soviétique                             | Vers 1960 : vice-ministre de la Défense de l'URSS, commandant en chef des forces armées conjointes des pays, participants au pacte de Varsovie |             |
| 5 | Vassili Tchouïkov         |          | 12 février 1900 - 18 mars 1982       | 1960 - juin 1964                  | Maréchal de l'Union soviétique                             | Après la liquidation du commandement principal des forces terrestres et la suppression du poste en juin 1964, il conserve le poste de chef de la défense civile de l'URSS |             |
| De 1964 à 1967 : poste supprimé                                                                                             |                           |          |                                      |                                   |                                                            | |             |
| 6 | Ivan Pavlovsky (en)       |          | 24 février 1909 - 27 avril 1999      | Novembre 1967 - 1979              | Général d'armée                                            | Vers juillet 1980 : inspecteur-conseiller militaire du Groupe des inspecteurs généraux du ministère de la Défense de l'URSS |             |
| 7 | Vassili Ivanovitch Petrov |          | 15 janvier 1917 - 1er février 2014   | Novembre 1980 - Janvier 1985      | Général d'armée Maréchal de l'Union soviétique (vers 1983) | De janvier 1985 à juillet 1986 : vice-ministre de la Défense de l'URSS |             |
| 8 | Evgueni Ivanovsky (en)    |          | 7 mars 1918 - 22 novembre 1991       | 5 février 1985 - janvier 1989     | Général d'armée                                            | 4 janvier 1989 : à rejoint le groupe des inspecteurs généraux du ministère de la Défense de l'URSS |             |
| 9 | Valentin Varennikov (en)  |          | 15 décembre 1923 - 6 mai 2009        | 5 janvier 1989 - 31 août 1991     | Général d'armée                                            | Membre du Comité d'État sur l'état d'urgence, arrêté le 23 août 1991. En février 1994, il devient le seul des accusés dans l'affaire GKChP à avoir refusé d'accepter l'amnistie et a été traduit en justice. |             |
| 10 | Vladimir Semionov (en)    |          | 8 juin 1940 -                        | 31 août 1991 - août 1992          | Colonel général                                            | 1992 : commandant des forces polyvalentes des forces armées conjointes de la Communauté des États indépendants | —           |
| Chefs des forces terrestres de la fédération de Russie                                                                      |                           |          |                                      |                                   |                                                            | |             |
| Commandants en chef des forces terrestres                                                                                   |                           |          |                                      |                                   |                                                            | |             |
| 10 | Vladimir Semionov (en)    |          | 8 juin 1940 -                        | Août 1992 - 11 (?) avril 1997     | Général d'armée (vers 1996)                                | Avril 1997 : il est à la disposition du ministre de la Défense de la fédération de Russie. En juin 1998, il est nommé au poste de conseiller militaire en chef au ministère de la Défense de Russie. | —           |
| De 1998 à 2001 : poste supprimé. Le chef de la direction principale des forces terrestres était Iouri Dmitrievitch Boukreev |                           |          |                                      |                                   |                                                            | |             |
| 11 | Nikolaï Kormiltsev (en)   |          | 14 mars 1946 -                       | 28 mars 2001 - octobre 2004       | Général d'armée (vers 2003)                                | Retraite | —           |
| 12 | Alexeï Maslov (en)        |          | 23 septembre 1953 - 25 décembre 2022 | 5 novembre 2004 - 31 juillet 2008 | Général d'armée (vers 2006)                                | 1er août 2008 : nommé représentant militaire en chef de la fédération de Russie auprès de l'OTAN à Bruxelles. | —           |
| 13 | Vladimir Boldirev (en)    |          | 5 janvier 1949 -                     | 31 juillet 2008 - janvier 2010    | Général d'armée                                            | Retraite | —           |
| 14 | Aleksandr Postnikov       |          | 23 février 1957 -                    | 11 janvier 2010 - 26 avril 2012   | Colonel général                                            | 26 avril 2012 : chef adjoint de l'État-major général des forces armées de la fédération de Russie | —           |
| 15 | Vladimir Chirkine (en)    |          | 12 octobre 1955 -                    | 26 avril 2012 - 2 décembre 2013   | Colonel général                                            | Suspendu de ses fonctions après avoir été accusé d'avoir accepté un pot-de-vin. Il est reconnu coupable par le tribunal militaire du district de Moscou en vertu de l'article 159 du Code pénal de la fédération de Russie et condamné à une amende de 90 000 roubles.                                                  | —           |
| 16 | Oleg Salioukov            |          | 21 mai 1955 -                        | mai 2014 - 15 mai 2025            | Colonel général Général d'armée (vers 2019)                | | —           |
| 17 | Andreï Mordvitchev        |          | 14 janvier 1976                      | Depuis le 15 mai 2025             | Colonel général                                            | En poste |             |